# Magadan
Magadan (ros. Магадан) – stolica obwodu magadańskiego w azjatyckiej części Federacji Rosyjskiej, port nad Morzem Ochockim; 92 tys. mieszkańców (2020).

## Klimat i geografia
Klimat Magadanu jest subarktyczny. W styczniu temperatura spada do –40 °C, natomiast w lipcu notuje się temperatury od 12 do 16 °C.
Magadan położony jest nad Morzem Ochockim w Górach Kołymskich pokrytych tajgą oraz tundrą.
| Miesiąc                                         | Sty   | Lut   | Mar   | Kwi   | Maj   | Cze  | Lip  | Sie  | Wrz  | Paź   | Lis   | Gru   | Roczna |
| ----------------------------------------------- | ----- | ----- | ----- | ----- | ----- | ---- | ---- | ---- | ---- | ----- | ----- | ----- | ------ |
| Rekordy maksymalnej temperatury [°C]            | 2.4   | 1.4   | 5.8   | 9.7   | 16.8  | 24.4 | 26.0 | 24.8 | 18.2 | 12.3  | 6.6   | 3.6   | 26,0   |
| Średnie temperatury w dzień [°C]                | -13.8 | -12.7 | -7.9  | -1.5  | 5.0   | 11.3 | 14.8 | 15.0 | 10.3 | 1.7   | -7.2  | -12.4 | 0,2    |
| Średnie dobowe temperatury [°C]                 | -16.0 | -15.4 | -11.2 | -4.5  | 2.3   | 8.3  | 12.3 | 12.4 | 7.6  | -0.8  | -9.5  | -14.6 | −2,4   |
| Średnie temperatury w nocy [°C]                 | -18.2 | -18.0 | -14.4 | -7.4  | -0.5  | 5.3  | 9.7  | 9.8  | 5.0  | -3.2  | -11.9 | -16.7 | −5,0   |
| Rekordy minimalnej temperatury [°C]             | -30.5 | -32.5 | -28.7 | -21.7 | -10.2 | -3.0 | 4.0  | 1.2  | -5.1 | -19.4 | -26.9 | -30.2 | −32,5  |
| Opady [mm]                                      | 15.7  | 13.0  | 16.8  | 32.1  | 36.6  | 46.5 | 73.1 | 97.8 | 84.5 | 75.5  | 58.1  | 25.1  | 574,8  |
| Źródło: Магадан - meteolabs.ru {{{accessdate}}} |       |       |       |       |       |      |      |      |      |       |       |       |        |

## Historia
W roku 1928 na miejscu obecnego miasta została założona pierwsza osada o nazwie Nagajewo. Intensywna rozbudowa zaczęła się w 1933 roku w wyniku decyzji wysokiego funkcjonariusza OGPU Eduarda Berzina, założyciela Dalstroju – organizacji będącej w strukturach NKWD, która powstała by zająć się eksploatacją zasobów mineralnych Kołymy – początkowo głównie złota (1940 – 80 ton), a w czasie wojny również cyny i innych cennych przemysłowo metali: wolframu, kobaltu, uranu – używając więźniów jako siły roboczej. Ekstensywna polityka wydobywcza stała się główną siłą napędową rozwoju miasta (od 1939 roku noszącego nazwę Magadan), czyniąc z niego centrum tranzytowe zarówno więźniów, jak i towarów.
Na przełomie 1940 i 1941 roku transporty przywiozły do Magadanu około 12 000 Polaków, w większości jeńców wojennych i ich rodzin. Z nich zaledwie 583 osoby zostały uwolnione w 1942 w ramach akcji rekrutacyjnej II Korpusu generała Andersa.
Na wzgórzu Krutaja nad Magadanem 12 lipca 1996 roku wzniesiony został pomnik Maska Boleści poświęcony pamięci ofiar obozów pracy przymusowej na Kołymie.

## Demografia
| Rok  | Populacja | Zmiana |
| ---- | --------- | ------ |
| 1939 | 27 000    | –      |
| 1972 | 102 000   | 75 000 |
| 1989 | 151 600   | 49 600 |
| 2004 | 99 800    | 51 800 |
| 2006 | 107 500   | 7700   |
| 2008 | 114 800   | 7300   |
| 2010 | 95 925    | 18 875 |
| 2020 | 92 052    | 3873   |

## Gospodarka
W mieście rozwinął się przemysł maszynowy, metalowy, materiałów budowlanych, skórzany, spożywczy oraz stoczniowy.

## Miasta partnerskie
- Anchorage, Stany Zjednoczone
- Jełgawa
- Tonghua, Chińska Republika Ludowa

## Zobacz
- Rezerwat Magadański